# Onthophagus cheesmanae
Onthophagus cheesmanae là một loài bọ cánh cứng trong họ Bọ hung (Scarabaeidae).